# 圣但尼 (加尔省)
圣但尼（法語：Saint-Denis，法語發音：[sɛ̃ dəni] ⓘ）是法国加尔省的一个市镇，位于该省北部，属于阿莱斯区。

## 地理
圣但尼（44°13'59"N, 4°15'7"E）面积3.65 平方千米，位于法国奧克西塔尼大區加尔省，该省份为法国南部沿海省份，南端濒地中海，北起顺时针与阿尔代什省、沃克吕兹省、罗讷河口省、埃罗省、阿韦龙省和洛泽尔省接壤。
与圣但尼接壤的市镇（或旧市镇、城区）包括：阿莱格尔莱菲马德、波特利耶尔、里维耶尔、罗什居德、圣维克托德马尔卡。

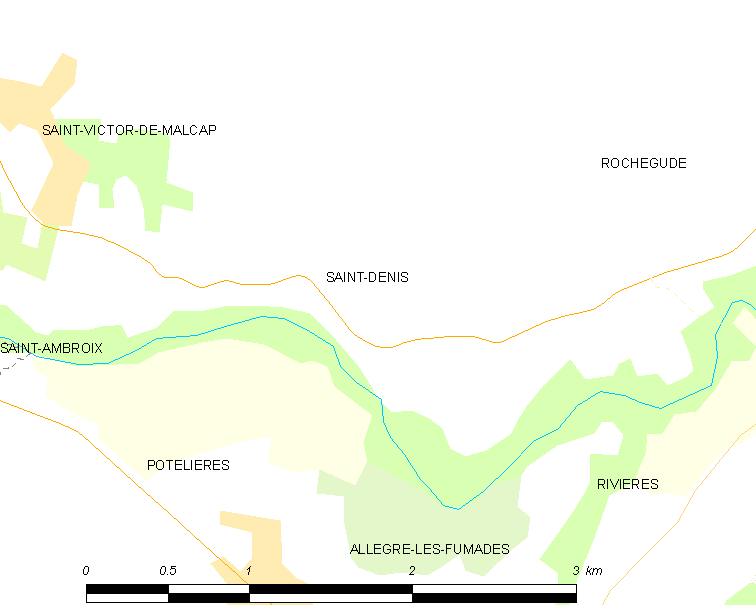
的OSM定位图

圣但尼的时区为UTC+01:00、UTC+02:00（夏令时）。

## 行政
圣但尼的邮政编码为30500，INSEE市镇编码为30247。

## 政治
圣但尼所属的省级选区为鲁松县。

## 人口

1962-2008年间人口变化图示

圣但尼于2022年1月1日时的人口数量为292人。